# No. 42 (Royal Marines) Commando
No. 42 (Royal Marines) Commando je bil Commando Oboroženih sil Združenega kraljestva, ki so ga sestavljali kraljevi marinci.

## Zgodovina
Enota je bila ustanovljena avgusta 1943. Med drugo svetovno vojno se je borila na Daljnem vzhodu (v Indiji in Burmi). 